# Kuki
Kuki (jap. 久喜市 Kuki-shi) – miasto w Japonii, w prefekturze Saitama, na wyspie Honsiu. Ma powierzchnię 82,41 km². W 2020 r. mieszkało w nim 150 599 osób, w 62 272 gospodarstwach domowych  (w 2010 r. 154 335 osób, w 57 195 gospodarstwach domowych).